# Мартинсајд F.2
Мартинсајд F.2 (енгл. Martinsyde F.2) је британски ловачки авион који је производила фирма Мартинсајд (енгл. Martinsyde). Први лет авиона је извршен 1917. године. 

Највећа брзина авиона при хоризонталном лету је износила 193 km/h.
Распон крила авиона је био 9,75 метара, а дужина трупа 7,62 метара. Празан авион је имао масу од 702 килограма. Нормална полетна маса износила је око 1068 килограма. Био је наоружан са два митраљеза калибра 7,7 милиметара Луис.

## Наоружање
| Наоружање авиона: Мартинсајд   |     |
| Ватрено (стрељачко) наоружање  |     |
| Топ                            |     |
| Митраљез                       |     |
| Број и ознака митраљеза        | 2   |
| Калибар                        | 7,7 |
| Бомбардерско наоружање (бомбе) |     |
| Ракетно наоружање (ракете)     |     |